# Angelus Steinwender
Angelus Steinwender OFM (* 14. März 1895 in Maria Lankowitz, Steiermark; † 15. April 1945 in Krems an der Donau, Niederösterreich) war ein österreichischer Geistlicher und Widerstandskämpfer.

## Leben
Eduard Steinwender, wie er mit bürgerlichem Namen hieß, wurde als Sohn eines einfachen Bergarbeiters in Maria Lankowitz geboren. 1913, im Alter von 18 Jahren, trat er dem Orden der Franziskaner bei und wurde 1920 zum Priester geweiht. Er studierte Theologie an der Universität Graz und erwarb 1924 den Doktortitel. 1928 übernahm er als Guardian die Leitung des Franziskanerklosters in Graz; es folgten die Klöster in Sankt Pölten und Wien. Im Jahr 1939 wurde er zum Provinzial der Wiener Franziskanerprovinz gewählt.
Steinwender war Mitglied der Vaterländischen Front, der Ostmärkischen Sturmscharen und ein Bewunderer der Politik des im Jahr 1934 ermordeten österreichischen Bundeskanzlers Engelbert Dollfuß. Schon früh war er ein Gegner der Politik des Nationalsozialismus.

„Großes hat der von Statur aus kleine Dollfuß für Österreich getan. Er hat ... die Liebe zu Österreich geweckt ... .“

Steinwender unterstützte nach dem Anschluss Österreichs die Antifaschistische Freiheitsbewegung Österreichs (AFÖ), der ein weiterer Franziskanerpater, Kapistran Pieller, der Priester Anton Granig und der Kärntner Landtagsabgeordnete Karl Krumpl angehörten. Gemeinsam fertigten sie Flugblätter an und traten auch öffentlich gegen das NS-Regime auf.
Am 6. Juli 1943 wurde Pater Angelus Steinwender im Wiener Franziskanerkloster von der Geheimen Staatspolizei verhaftet. Über ein Jahr verbrachten er wie auch Pater Kapistran Pieller in der Untersuchungshaft in der Justizvollzugsanstalt Rossau in Wien. Der Prozess gegen Steinwender und zwölf weitere Mitglieder der AFÖ hätte am 20. Juli 1944 stattfinden sollen, doch das Attentat auf Adolf Hitler am selben Tag war ausschlaggebend, dass die Verhandlung auf den 11. August 1944 verschoben werden musste. Das Gericht warf Steinwender lediglich vor, der AFÖ einen Vervielfältigungsapparat sowie eine Schreibmaschine zur Verfügung gestellt zu haben; dennoch genügte es, um Steinwender neben sieben weiteren Angeklagten zum Tod zu verurteilen. Obwohl der Wiener Kardinal Theodor Innitzer um Gnade bat, blieben die Gesuche ungehört.
Bis April 1945 verbrachten die Todeskandidaten in der Todeszelle des Wiener Gerichtsgebäudes. Als sich die Rote Armee nur noch wenige Kilometer vor Wien befand, wurden Steinwender und 45 weitere zum Tod verurteilte Gefangene in der Nacht vom 4. auf den 5. April 1945 auf einen Todesmarsch über Stockerau und Maissau nach Krems geschickt, wo die Gruppe am 9. April 1945 im Gefängnis Stein an der Donau eintraf. Sechs Tage später, am 15. April 1945, verfügte die SS, alle Gefangenen zu exekutieren, darunter auch Pater Kapistran Pieller und Pater Angelus Steinwender.